# Lithogloea harrisoni
Lithogloea harrisoni is een haft uit de familie Teloganodidae. De wetenschappelijke naam van de soort is voor het eerst geldig gepubliceerd in 1932 door Barnard.
De soort komt voor in het Afrotropisch gebied.